# Morán (paroisse civile)
Pour les articles homonymes, voir Moran.
Morán est l'une des huit paroisses civiles de la municipalité de Morán dans l'État de Lara au Venezuela. Sa capitale est Barbacoas.

## Géographie

### Démographie
Hormis sa capitale Barbacoas, la paroisse civile comporte plusieurs localités, dont :
- Barbacoas
- Halo Viejo
- Hato Arriba
- La Cienaga